# En duva satt på en gren och funderade på tillvaron
En duva satt på en gren och funderade på tillvaron (prt: Um Pombo Pousou num Ramo a Refletir na Existência; bra: Um Pombo Pousou num Galho Refletindo sobre a Existência) é um filme sueco de comédia dramática realizado por Roy Andersson. Estreou-se na 71ª edição do Festival de Veneza, onde ganhou o prémio Leão de Ouro por melhor filme. O filme foi escolhido para representar a Suécia na competição de Oscar de melhor filme estrangeiro da edição de 2016.
O título do filme é uma referência à pintura de 1565, Caçadores na Neve de Pieter Bruegel, "O Velho". A pintura retrata uma cena do inverno rural, com alguns pássaros empoleirados em ramos de árvore. Andersson disse que imaginou as aves na cena assistindo as pessoas ao seu redor e imaginando o que elas estão fazendo. Ele explicou o título do filme de "maneira diferente a dizer 'o que estamos realmente fazendo', é isto o que o filme significa." No Festival de Veneza, Andersson afirmou que seu filme foi inspirado no filme italiano de 1948, Ladrões de Bicicletas de Vittorio De Sica.
O filme foi lançado nos cinemas suecos a 14 de novembro de 2014. No Brasil o filme foi lançado em 14 de maio de 2015 e em Portugal foi exibido a 25 de junho de 2015. Em setembro de 2021, a Mares Filmes iniciou a pré-venda no Brasil da edição limitada do filme em DVD em parceria com a Versátil Home Vídeo, que será lançado exclusivamente na loja virtual VersátilHV.

## Elenco
- Holger Andersson como Jonathan
- Nils Westblom como Sam
- Charlotta Larsson
- Viktor Gyllenberg
- Lotti Törnros
- Jonas Gerholm
- Ola Stensson
- Oscar Salomonsson
- Roger Olsen Likvern

## Recepção
No agregador de críticas Rotten Tomatoes, que categoriza as opiniões apenas como positivas ou negativas, o filme tem um índice de aprovação de 89% calculado com base em 98 comentários dos críticos que é seguido do consenso: "Habilmente montado e indelevelmente original, A Pigeon Sat on a Branch conclui em grande estilo a trilogia Living do escritor e diretor Roy Andersson."

Já no agregador Metacritic, com base em 23 opiniões de críticos que escrevem em maioria para a imprensa tradicional, o filme tem uma média aritmética ponderada de 81 entre 100, com a indicação de "aclamação universal".